# Grymeus robertsi
Grymeus robertsi là một loài nhện trong họ Oonopidae.
Loài này thuộc chi Grymeus. Grymeus robertsi được miêu tả năm 1987 bởi Harvey.